# Панов, Сергей Юрьевич
Серге́й Ю́рьевич Пано́в (30 июня 1970, Рязань, СССР) — советский и российский баскетболист, игравший на позиции тяжёлого форварда. Заслуженный мастер спорта России. Почётный президент баскетбольного клуба «Нижний Новгород».

## Биография
Родился 30 июня 1970 года в семье баскетбольного тренера Юрия Ивановича (1939—2024) и Зинаиды Сергеевны (1937 года рождения) Пановых. Тренировался у Анатолия Штейнбока.

### Карьера спортивного организатора
2006—2009 — заместитель директора СДЮШОР.
2009—2014 — генеральный менеджер команды в НП БК «Нижегородская баскетбольная академия».

### Государственная деятельность
С 5 мая 2014 года по ноябрь 2019 года — министр спорта и молодежной политики Нижегородской области.

### Образование
В 1997 году окончил Московскую государственную академию физической культуры, специальность «Физическая культура и спорт».

## Фильмография
Снялся в роли камео в телесериале Папины дочки, а также в эпизодической роли в телесериале Анжелика.

## Личная жизнь
Супруга — Панова Елена Ивановна (род. 1972 г.). Дети: Егор (род. 1995 г.), Полина (род. 2003 г.), Степан (род. 2010 г.).

## Достижения

### Клубные
- Чемпион Евролиги: 2005/2006
- Чемпион Североевропейской баскетбольной лиги (2): 1999/2000, 2000/2001
- Чемпион СНГ: 1992
- Чемпион России (12): 1994/1995, 1995/1996, 1996/1997, 1997/1998, 1998/1999, 1999/2000, 2000/2001, 2001/2002, 2002/2003, 2003/2004, 2004/2005, 2005/2006
- Обладатель Кубка России (2): 2004/2005, 2005/2006

### Сборная России
- Серебряный призёр чемпионата мира (2): 1994, 1998
- Серебряный призёр чемпионата Европы: 1993
- Бронзовый призёр чемпионата Европы: 1997

## Статистика
| Сезон                                                                                   | Команда    | Лига     | GP | GS | MPG  | FG%  | 3P%  | FT%  | RPG | APG | SPG | BPG | PPG |  |
| 2001/02                                                                                 | Урал-Грейт | Евролига | 12 | 5  | 25,1 | 50,7 | 25,0 | 77,8 | 5,3 | 1,7 | 1,2 | 0,4 | 7,9 |  |
| 2002/03                                                                                 | ЦСКА       | Евролига | 22 | 4  | 15,4 | 56,7 | 36,0 | 72,7 | 3,4 | 0,8 | 0,8 | 0,2 | 4,6 |  |
| 2003/04                                                                                 | ЦСКА       | Евролига | 22 | 3  | 12,1 | 44,8 | 33,3 | 92,3 | 3,0 | 0,7 | 0,8 | 0,2 | 3,5 |  |
| 2004/05                                                                                 | ЦСКА       | Евролига | 18 | 0  | 9,4  | 33,3 | 50,0 | 87,5 | 2,2 | 0,7 | 0,9 | 0,0 | 1,9 |  |
| 2005/06                                                                                 | ЦСКА       | Евролига | 23 | 12 | 14,3 | 51,1 | 41,3 | 69,0 | 2,3 | 0,8 | 1,0 | 0,1 | 5,8 |  |
|                                                                                         |            | Всего    | 97 | 24 | 14,5 | 49,1 | 36,3 | 76,8 | 3,1 | 0,9 | 0,9 | 0,2 | 4,5 |  |
| Наведите курсор мыши на аббревиатуры в заголовке таблицы, чтобы прочесть их расшифровку |            |          |    |    |      |      |      |      |     |     |     |     |     |  |